# Infekční nefritida kuřat
Infekční nefritida kuřat je nakažlivé a subklinicky probíhající virové onemocnění ledvin u mladých kuřat. V roce 1976 izolovali v Japonsku u klinicky zdravých jednotýdenních výkrmových kuřat virus, který byl na základě fyzikálně-chemických a morfologických vlastností klasifikován jako pikornavirus (enterovirus). Infekce byla později kromě Japonska prokázána také v některých chovech v Evropě a v Sev. Irsku, kde byla její přítomnost zjištěna i u krůt.
Virus se antigenně liší od virů  aviární encefalomyelitidy i  hepatitidy kachen. Jeho patogenita je minimální; stanovena byla experimentální infekcí kuřat a kuřecích embryí. Onemocnění se projevuje pouze u kuřat opožděným růstem a změnami na ledvinách; dospělí ptáci reagují pouze tvorbou protilátek (sérokonverzí). Rozšíření infekce v populaci drůbeže není přesně známo, podobně jako její hospodářský i zdravotní význam. Virus ale může komplikovat laboratorní diagnostiku a to jako kontaminanta buněčných kultur připravovaných z kuřecích embryí.